# Tom Hopper
Thomas Edward «Tom» Hopper (Coalville, Leicestershire; 28 de enero de 1985) es un actor británico, conocido por interpretar a Sir Percival en la serie de la BBC Merlín, a Dickon Tarly en Juego de tronos, al pirata Billy Bones en Black Sails y a Luther en la serie de Netflix The Umbrella Academy. También trabajó en Casualty.

## Biografía
Tom Hopper nació en Coalville (Leicestershire). Estudió actuación en el Rose Bruford College, de donde se graduó en 2006. Mientras estudiaba realizó trabajos en teatro como La tempestad, The Way of the World, Friday Night y Festen.
Hopper fue contratado para una puesta de Como gustéis en el Watford Palace Theatre. Ha trabajado en varios programas de televisión y películas como Saxon, Casualty, Kingdom y Doctors.
Interpretó a Marcus en Tormented, una comedia de terror sobre un adolescente intimidado que regresa de la muerte para vengarse de sus compañeros de clase. La película, realizada por BBC Films y Forward Films, se estrenó el 22 de mayo de 2009 en el Reino Unido.
Fue elegido para el papel de Sir Percival en la serie de la BBC Merlín. Apareció en un episodio de la tercera temporada y en todos los de la cuarta y quinta.
El 3 de junio de 2012, participó en el programa de concursos Deal or No Deal.
Participó en la película Cold, filmada en Irlanda en 2012.
Interpretó a Billy Bones en Black Sails, serie dramática que retoma algunas ideas y personajes de La isla del tesoro, de Robert Louis Stevenson.
Forma parte del elenco de The Umbrella Academy en el papel de Luther Hargreeves, serie de Netflix estrenada el 15 de febrero de 2019.

## Filmografía

### Televisión
| Año       | Título               | Papel               | Canal   | Notas                                                                           |
| --------- | -------------------- | ------------------- | ------- | ------------------------------------------------------------------------------- |
| 2007      | Casualty             | Hugh 'Chewy' Mullen | BBC One | Temporada 21, episodio 31                                                       |
| 2008      | Kingdom              | Soldado             | ITV     | Temporada 2, episodio 3                                                         |
| 2008      | Doctors              | Josh Mullen         | BBC One | Temporada 10, episodio 118: "Don't Try This at Home"                            |
| 2010      | Doctor Who           | Jeff                | BBC One | Temporada 5, episodio 1: "En el último momento"                                 |
| 2010–2012 | Merlin               | Sir Percival        | BBC One | Temporada 3 (1 episodio), Temporada 4 (11 episodios) Temporada 5 (13 episodios) |
| 2012      | Good Cop             | Andy Stockwell      | BBC One | 2 episodios                                                                     |
| 2014-2017 | Black Sails          | Billy Bones         | Starz   | Elenco principal                                                                |
| 2017      | Juego de tronos      | Dickon Tarly        | HBO     | Temporada 7, capítulo 2, capítulo 4, capítulo 5                                 |
| 2019      | The Umbrella Academy | Luther Hargreeves   | Netflix | Elenco principal                                                                |

### Cine
| Año  | Título                                    | Papel            |
| ---- | ----------------------------------------- | ---------------- |
| 2007 | Saxon                                     | Pescador         |
| 2009 | Tormented                                 | Marcus           |
| 2012 | Cold                                      | Tom              |
| 2014 | Northmen: A Viking Saga                   | Asbjörn          |
| 2018 | I Feel Pretty                             | Grant LeClair    |
| 2019 | Terminator: Dark Fate                     | William Hardell  |
| 2020 | The Hitman's Wife's Bodyguard             | Magnusson        |
| 2021 | Resident Evil: Bienvenidos a Raccoon City | Albert Wesker    |
| 2022 | Romance en Verona                         | Charlie Fletcher |
| 2024 | Space Cadet                               | Logan O'Leary    |